# تشارلز جيمس ماكدونالد
تشارلز جيمس ماكدونالد هو محامي وسياسي كندي، ولد في 4 أبريل 1831، وتوفي في 1903. مثل مقاطعة هاليفاكس في مجلس النواب في نوفا سكوشا من 1878 إلى 1879 كعضو ليبرالي محافظ. كان عضوًا في جمعية شمال بريطانيا. 
ولد في هاليفاكس، وهو اين مهاجر من اسكتلندا. تلقى ماكدونالد تعليمه في جامعة دالهاوسي وتم استدعاؤه إلى نقابة المحامين في نوفا سكوشا عام 1872. كان ماكدونالد مقدمًا في الميليشيا وخدم في كتيبة هاليفاكس المؤقتة خلال تمرد الشمال والغرب. كما عمل في مجلس مدينة هاليفاكس. كان ماكدونالد عضوًا بارزًا في الماسونية.  استقال من مقعده في مجلس المقاطعة عام 1879 بعد أن تم تعيينه مفتشًا لمكتب البريد في هاليفاكس.